# Bolbeno
Bolbeno település Olaszországban, Trento megyében. Lakosainak száma 352 fő (2008). Bolbeno Bleggio Superiore, Sella Giudicarie, Preore, Zuclo, Tione di Trento, Bondo és Breguzzo községekkel határos.

## Népesség
A település népességének változása:

| 2008 | 352 |